# 제65기지
제65기지(간체자: 第六十五基地)는 랴오닝성 선양시에 있는 중국 인민해방군 화전군의 부대이다. 한국을 조준하고 있다.

## 역사
1964년 9월, 제51기지로 부대가 창설되었다. 1970년대에는 길림성 퉁화시에 위치했다가 1992년 랴오닝성 선양시로 이전했다.
미사일여단은 6개 발사대대, 1개 지원대대, 통신대대, 전자전팀, 철도팀으로 구성된다. 1개 대대의 발사대는 6~12개이며 1개 발사대에는 7~8개의 미사일이 배치된다. 즉, 미사일여단에는 탄도미사일 252-576발이 배치된다.
서울에서 북쪽으로 960 km 떨어진 길림성 바이청시에는 가 있으며, 6개 미사일 여단이 배치되어 있는데, 역시 한국을 조준한 곳으로 추정된다.

## 부대

### 2016년
- 제806여단 (DF-31A) 96111부대, 산시성 한청시, 목표:미국
- 제810여단 (DF-26) 96113부대, 다롄시 진저우구, 목표:일본, 한국, DF-21에서 교체
- 제816여단 (DF-15) 96115부대, 길림성 퉁화시, 목표:일본, 한국
- 제822여단 (DF-21C) 96117부대, 산둥성 라이우시, 목표:일본, 한국, 2000년 창설
- 제826여단 (DF-21C) 96121부대, 허베이성 창저우시, 목표:일본, 한국
- 제831여단 (DF-41)

### 2017년
- 제651여단
- 제652여단
- 제653여단
- 제654여단
- 제655여단

## 계보
- 1964년 9월, 제51기지
- 2017년, 제65기지

## 같이 보기
- 제69기지